# Sergio Valzania
Sergio Valzania (né à Florence, le 2 avril 1951) est un journaliste, homme de radio et historien italien.

## Biographie

### Activité académique et activité radiophonique
Sergio Valzania a enseigné la science de la communication à la faculté des lettres de l'université de Gênes et à l'université de Sienne. Il a été directeur des programmes radiophoniques de la Rai, puis directeur adjoint de cette radio. Il a monté pour la télévision La TV delle ragazze, La clessidra et des émissions sur la Rai 3. Il a réalisé entre autres pour la radio Viva Radio2 avec Fiorello et Baldini, Alle 8 della sera, Cammini della radio verso Santiago di Compostela e sulla via Francigena. De l'été 1999 à 2009, il est directeur de la Rai Radio 2 et de 2002 à 2009 il dirige aussi la Rai Radio 3. En 2011, il est nommé directeur adjoint de la Radio Rai. Il a pris sa retraite le 1er juin 2015, après avoir quitté tous les postes de la Rai, pour collaborer avec Radio inBlu, pour laquelle il a créé les programmes Pastori , La Biblioteca di Gerusalemme et I nostri fratelli.

### Activité littéraire
Valzania est l'auteur de livres d'histoire avec une prédilection pour les biographies, en particulier de l'époque napoléonienne, et la guerre navale de Napoleone (Rai Eri, 2001), fruit d'une série d'émissions de la Radio 2, jusqu'à Artisti da combattimento (Mondadori, 1996) et Brodo nero, Sparta pacifica il suo esercito le sue guerre (Jouvence). De 2005 à 2009, il dirige chez Sellerio la collection Alle 8 della Sera, dans laquelle sont publiés des textes traitant de l'émission radiophonique homonyme. Parmi ses écrits, l'on peut distinguer Jutland (2004), dédié à cette grande bataille navale de la Première Guerre mondiale; Austerlitz, la plus grande victoire napoléonienne (2005); Wallenstein biographie passionnée de ce général autrichien, protagoniste de la guerre de Trente Ans (2007); Dal Profondo, réflexions sur la foi (2010); U-Boot, histoires des hommes et des sous-marins de la Seconde Guerre mondiale (2011) et Guerra sotto il mare. Il fronte subacqueo nella guerra fredda. 1945-1991 (2016).
Valzania a collaboré avec Franco Cardini et ils ont écrit ensemble: Le radici perdute dell'Europa. Da Carlo V ai conflitti mondiali (2007); La scintilla. Da Tripoli a Sarajevo: come l'Italia provocò la Prima Guerra Mondiale (2014); Dunkerque. 26 maggio-4 giugno 1940: storia dell'Operazione Dynamo (2017); La pace mancata. La conferenza di Parigi e le sue conseguenze (2018), ouvrages publiés chez Mondadori.
Sergio Valzania a publié aussi cinq romans. Trois, Il mondo rubato, La macchina magica, Le armi dei maghi, publiés chez Mondadori, une trilogie du genre fantasy, tandis que La bolla d'oro (Sellerio) et Assassinio sul cammino di Santiago (Ediciclo) sont des romans policiers.
Valzania a cheminé en tant que pèlerin sur différents itinéraires de pèlerinages en Europe et aussi en Israël. Il a retiré de ces expériences des livres. L'un des plus fameux est La Via lattea (2008), écrit avec Piergiorgio Odifreddi (avec la participation de Franco Cardini). En 2015, Valzania a publié Andare per le Cattedrali di Puglia, à la suite de son expérience de la Francigena del Sud.
Il est aussi l'auteur d'articles dans des revues historiques et dans des journaux, comme Politica, La Nazione, Avvenire, La Repubblica, Il Giornale, Liberal; il collabore aujourd'hui aux journaux Il Dubbio et L'Osservatore Romano.

## Œuvres

### Essais
- Strategia e tattica nel Risiko, préface d'Emilio Ceretti, Sansoni, Florence, 1985.
- L'arte marziale del poker, préface de Dario De Toffoli, Solfanelli, Chieti, 1989  (ISBN 88-7497-320-9).
- Bambine, e io sgrido il cane!, Solfanelli, Chieti, 1992  (ISBN 88-7497-441-8).
- S.Valzania-Roberto Olla, Artisti da combattimento. I 50 anni di guerre nei disegni inediti dei combat artist americani, préface d'Edward Luttwak, Mondadori, Milan, 1996,  (ISBN 88-7813-612-3).
- S. Valzania-Beatrice Parisi, Giocando, RAI-ERI, Rome, 1997,  (ISBN 88-397-0985-1).
- Brodo nero. Sparta pacifica, il suo esercito, le sue guerre, Sesto San Giovanni, Jouvence, 1999; II ed. col titolo Brodo nero. Educazione spartana, Presentazione di Luciano Canfora, Jouvence, 2016,  (ISBN 978-88-780-1545-6).
- Napoleone, Collana Centominuti. Saggi, RAI-ERI, Rome, 2001,  (ISBN 978-88-397-1144-1); préface de Raimondo Luraghi, Collana Alle 8 della sera, Sellerio, Palerme, 2011; Collana La memoria, Sellerio, 2021,  (ISBN 978-88-389-4206-8).
- Tre tartarughe greche, Introduzione di Franco Cordelli, Collana Il divano n.178, Sellerio, Palerme, 2001,  (ISBN 978-88-389-1703-5).
- Retorica della guerra. Quando la violenza sostituisce la parola, Presentazione di Luigi Mascilli Migliorini, Salerne, Rome, 2002,  (ISBN 978-88-840-2388-9).
- Una radio strutturalista. Consigli per ascoltare e trasmettere, RAI-ERI, Rome, 2002.
- Jutland. 31 maggio 1916: la più grande battaglia navale della storia, Collezione Le Scie, Mondadori, Milan, 2004.
- Sparta e Atene. Il racconto di una guerra, con una nota di Valerio Massimo Manfredi, Collana Alle 8 della sera n.3, Sellerio, Palerme, 2006.
- Austerlitz. La più grande vittoria di Napoleone, Collezione Le Scie, Mondadori, Milan, 2005,  (ISBN 978-88-045-4969-7).
- Wallenstein. La tragedia di un generale nella guerra dei Trent'anni, Collezione Le Scie, Mondadori, Milan, 2007,  (ISBN 978-88-045-7319-7).
- La morte dei dinosauri, préface de Massimo Franco, Marsilio, Venezia, 2007.
- S. Valzania-Franco Cardini, Le radici perdute dell'Europa. Da Carlo V ai conflitti mondiali, Postfazione di Luciano Canfora, Collana Saggi, Mondadori, Milan, 2007,  (ISBN 978-88-045-3413-6).
- S. Valzania-Luca Maroni, Amare il vino. Arte natura tecnica estetica, Lm, 2007,  (ISBN 978-88-876-3147-0).
- S. Valzania-David Riondino, La vita di Paolo e Giovanni, Casadeilibri, 2007,  (ISBN 978-88-894-6616-2).
- S. Valzania-Piergiorgio Odifreddi e la partecipazione di Franco Cardini, La Via Lattea, Longanesi, Milan, 2008,  (ISBN 978-88-304-2617-7)
- Dal Profondo. Posso scrivere di Cristo solo narrando la mia esperienza, préface d'Enzo Bianchi, San Paolo Edizioni, Milan, 2010, 978-88-215-6789-6.
- U-Boot. Storie di uomini e sommergibili nella Seconda guerra mondiale, Collezione Le Scie, Mondadori, Milan, 2011,  (ISBN 978-88-046-0655-0).
- Fare la pace. Vincitori e vinti in Europa, Salerne, Rome, 2011,  (ISBN 978-88-8402-734-4).
- I Dieci Errori di Napoleone. Sconfitte, cadute e illusioni dell'uomo che voleva cambiare la storia, Collezione Le Scie, Mondadori, Milan, 2012,  (ISBN 978-88-04-61930-7)
- Invano veglia la sentinella, préface de Federico Lombardi, AdP, Rome, 2013, 9-788-873-57557-3.
- S. Valzania-Franco Cardini, La scintilla. Da Tripoli a Sarajevo: come l'Italia provocò la Prima Guerra Mondiale, Collezione Le Scie, Mondadori, Milan, 2014,  (ISBN 978-88-04-63648-9).
- Guglielmo II, I Protagonisti della Grande Guerra, Il Sole 24 Ore, Milan, 2014.
- Andare per le Cattedrali di Puglia, Il Mulino, Bologne, 2015,  (ISBN 978-88-15-25419-1).
- Cento giorni da imperatore. L'ultima vittoria di Napoleone, Collezione Le Scie, Mondadori, Milan, 2015,  (ISBN 978-88-04-65074-4).
- L'arte del comando. Alessandro Magno, Giulio Cesare e Napoleone, Newton Compton, Rome, 2015,  (ISBN 978-88-541-8203-5).
- Guerra sotto il mare. Il fronte subacqueo nella guerra fredda. 1945-1991, Collezione Le Scie, Mondadori, Milan, 2016,  (ISBN 978-88-04-67156-5)
- S. Valzania-Franco Cardini, Dunkerque. 26 maggio-4 giugno 1940: storia dell'Operazione Dynamo, Collezione Le Scie, Milan, Mondadori, 2017,  (ISBN 978-88-04-68181-6).
- Le 20 battaglie che hanno cambiato il mondo, Mondadori, Milan, 2017,  (ISBN 978-88-046-7993-6)
- La sconfitta di Farsalo. Pompeo e Cesare: la fine della Repubblica, Collana Mosaici n.5, Rome, Salerne, 2018,  (ISBN 978-88-6973-291-1)
- S. Valzania-Franco Cardini, La pace mancata. La Conferenza di Parigi e le sue conseguenze, Collezione Le Scie. Nuova serie, Mondadori, Milan, 2018,  (ISBN 978-88-047-0612-0)
- I venti personaggi che hanno fatto l'Italia, Rizzoli, Milan, 2019,  (ISBN 978-88-171-0955-0)
- La guerra del Pacifico. Storie di uomini e portaerei nella Seconda guerra mondiale 1941-1945, Collezione Le Scie. Nuova serie, Mondadori, Milan, 2020,  (ISBN 978-88-047-2469-8)
- Il cielo come una tenda, préface d'Andrea Monda, EDB, Bologne, 2020,  (ISBN 978-88-1056920-7)
- Napoleone e la Guardia imperiale. La storia delle truppe che permisero al generale di costruire un impero, Collezione Le Scie, Milan, Mondadori, 2021,  (ISBN 978-88-04-738862)[2].
- Mai lasciare lo zaino vecchio per quello nuovo, Edicicloeditore, Portogruaro, 2022,  (ISBN 978-88-6549-403-5)

- Le vie delle Monete, il Mulino, Bologne, 2023,  (ISBN 978-88-15-38293-1)

### Fictions
- Il mondo rubato, supplemento di Urania n.1358, Mondadori, Milan, 1999.
- La macchina magica, supplemento di Urania n.1394, Urania, Mondadori, Milan, 2000.
- Le armi dei maghi, Urania, Mondadori, Milan, 2001.
- La Bolla d'oro, Collana La memoria n.906, Sellerio, Palerme, 2012,  (ISBN 978-88-389-2708-9).
- Scritti paracarristi, in Almanacco Sellerio 2014-2015, Sellerio, Palerme, 2014,  (ISBN 978-88-389-3264-9).
- La roccia nel deserto, in La memoria di Elvira, Sellerio, Palerme, 2015,  (ISBN 978-88-389-3343-1).
- Assassinio sul cammino di Santiago, Portogruaro, Ediciclo, 2017,  (ISBN 978-88-6549-249-9).

### Travaux éditoriaux
- Herbert George Wells, Piccole guerre, Sellerio, Palerme, 1990,  (ISBN 978-88-389-0602-2).
- Thucydide, Settantadue giorni a Sfacteria, Sellerio, Palerme, 1993,  (ISBN 978-88-389-0909-2).
- Jean-Jacques Barthélemy, L'esercito di Sparta, Sellerio, Palerme, 1996,  (ISBN 978-88-389-1241-2).
- Herbert George Wells, Giochi da pavimento, Sellerio, Palerme, 2000,  (ISBN 978-88-389-1618-2).
- Louis Alexandre Andrault de Langéron, La battaglia di Austerlitz, Sellerio, Palerme, 2005,  (ISBN 978-88-389-2079-0).
- Walter Scott-Victor Hugo, Waterloo, Sellerio, Palerme, 2015,  (ISBN 978-88-389-3354-7).